# Expo 2005

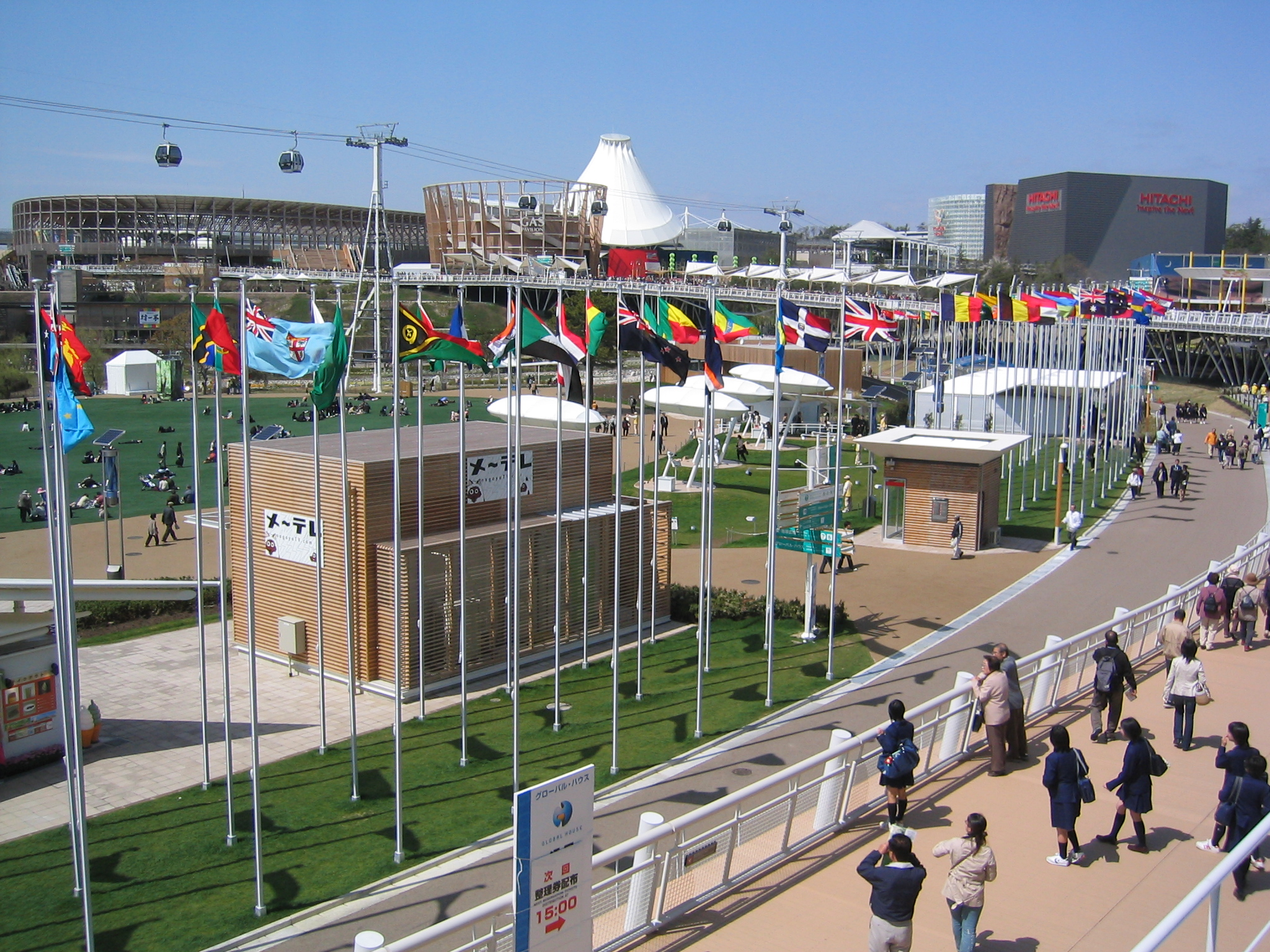
Expo Nagakuteområdet

Världsutställningen i Aichi 2005 (Expo 2005) i Aichi prefektur, Japan var en världsutställning som hölls mellan 25 mars och 25 september 2005 (totalt 185 dagar). Världsutställningens tema var "Nature's Wisdom" (Naturens visdom). 

## Lokalisering och transporter
Utställningen var uppdelad på två områden som under utställningen var förbundna med linbana, huvudområdet i Nagakute och det mindre i Seto, båda öster om Nagoya. Till utställningen byggdes en förarlös maglevbana kallad Linimo som fortsatt trafikeras.

## Nordisk representation
Sverige representerades av The Nordic Pavilion, en gemensam utställning av Sverige, Danmark, Finland, Island och Norge med Sverige som ursprunglig initiativtagare och med Nordiska Ministerrådet som sammanhållande. Styrgruppsordförande var Jan Solberg (Norge), generalkommissarie Pertti Huitu (Finland), ställföreträdande generalkommissarier Hans Wärn (Sverige) och John Hansen (Danmark), informations- och programansvarig Kristin Ingvarsdottir (Island), administrativ chef Randi Baad Mårtensson (Danmark), teknisk chef Christer Ahrlind (Sverige) och chefsguide Sofia Kairenius (Finland).